# Seixo do Côa e Vale Longo
Seixo do Côa e Vale Longo (oficialmente: União das Freguesias de Seixo do Côa e Vale Longo) é uma freguesia portuguesa do município do Sabugal, com 25,03 km² de área e 182 habitantes (censo de 2021). A sua densidade populacional é 7,3 hab./km².

## História
Foi criada aquando da reorganização administrativa de 2012/2013,  resultando da agregação das antigas freguesias de Seixo do Côa e Vale Longo.

## Demografia
A população registada nos censos foi:
| Distribuição da População por Grupos Etários | Distribuição da População por Grupos Etários | Distribuição da População por Grupos Etários | Distribuição da População por Grupos Etários | Distribuição da População por Grupos Etários | Distribuição da População por Grupos Etários |
| -------------------------------------------- | -------------------------------------------- | -------------------------------------------- | -------------------------------------------- | -------------------------------------------- | -------------------------------------------- |
| Antes da agregação                           |                                              |                                              |                                              |                                              |                                              |
| Ano                                          | 0-14 anos                                    | 15-24 anos                                   | 25-64 anos                                   | >= 65 anos                                   | Total                                        |
| 2001                                         | 28                                           | 24                                           | 108                                          | 141                                          | 301                                          |
| 2011                                         | 7                                            | 21                                           | 97                                           | 93                                           | 218                                          |
| Após a agregação                             |                                              |                                              |                                              |                                              |                                              |
| Ano                                          | 0-14 anos                                    | 15-24 anos                                   | 25-64 anos                                   | >= 65 anos                                   | Total                                        |
| 2021                                         | 7                                            | 6                                            | 70                                           | 99                                           | 182                                          |